# لدرو
لدرو (به ایتالیایی: Ledro) یک کومونه در ایتالیا است که در ترنتینو واقع شده‌است.

## خصوصیات
لدرو ۱۵۴٫۶ کیلومترمربع مساحت و ۵٬۳۰۰ نفر جمعیت دارد و ۶۶۰ متر بالاتر از سطح دریا واقع شده‌است.

## خواهرخوانده
شهرهای Buštěhrad، مولهایم و پرژیبرام خواهرخوانده‌های لدرو هستند.